# Li Pi-hsia
Li Pi-hsia (李碧霞T, Lǐ BìxiáP; 18 febbraio 1966) è un'ex cestista taiwanese.

## Carriera
Con Taiwan ha disputato i Campionati mondiali del 1994.